# Фронтейра
Фронте́йра (порт. Fronteira; МФА: [fɾõ.ˈtɐj.ɾɐ]) — муніципалітет і містечко в Португалії, в окрузі Порталегре. Розташований у східній частині країни, на теренах історичної португальської провінції Алентежу. Належить до Порталегрівсько-Каштелу-Бранківської діоцезії Католицької церкви в Португалії. Права міського самоврядування має з 1512 року. Поділяється на 3 парафії. За адміністративним поділом, чинним до 1976 року, був складовою провінції Верхнє Алентежу. Площа муніципалітету — 248,60 км², населення муніципалітету — 3410 ос. (2015); густота населення — 13,72 осіб/км²
. Патрон — Діва Марія. Святковий день муніципалітету — 6 квітня. Поштовий індекс — 7460.  Код місцевої адміністративної одиниці — 1208. Складова статистичного регіону Алентежу.

## Географія
Фронтейра розташована на сході Португалії, на півдні округу Порталегре.
Фронтейра межує на півночі з муніципалітетом Алтер-ду-Шан, на сході — з муніципалітетом Монфорте, на південному сході — з муніципалітетом Ештремош, на півдні — з муніципалітетом Созел, на заході — з муніципалітетом Авіш.

## Історія
6 квітня 1384 року на теренах Фронтейри відбулася битва при Атолейруші, в якій португальські війська під проводом Нуну Перейри розбили переважаючи сили кастильських інтервентів.
1512 року португальський король Мануел I надав Фронтейрі форал, яким визнав за поселенням статус містечка та муніципальні самоврядні права.

## Населення
| Кількість мешканців | Кількість мешканців | Кількість мешканців | Кількість мешканців | Кількість мешканців | Кількість мешканців | Кількість мешканців | Кількість мешканців | Кількість мешканців | Кількість мешканців | Кількість мешканців | Кількість мешканців | Кількість мешканців | Кількість мешканців | Кількість мешканців | Кількість мешканців |
| ------------------- | ------------------- | ------------------- | ------------------- | ------------------- | ------------------- | ------------------- | ------------------- | ------------------- | ------------------- | ------------------- | ------------------- | ------------------- | ------------------- | ------------------- | ------------------- |
| 1864                | 1878                | 1890                | 1900                | 1911                | 1920                | 1930                | 1940                | 1950                | 1960                | 1970                | 1981                | 1991                | 2001                | 2011                |                     |
| 3 446               | 3 552               | 3 983               | 4 396               | 5 723               | 5 847               | 6 175               | 7 550               | 7 808               | 7 063               | 4 585               | 4 452               | 4 122               | 3 732               | 3 410               |                     |